# CD'
CD' è il terzo album in studio del rapper e cantautore italiano Dargen D'Amico, pubblicato il 1º aprile 2011 dalla Giada Mesi.
In un'intervista rilasciata nel 2017, l'autore ha stilato una classifica dei suoi stessi dischi, collocandolo al quinto posto.

## Il disco
L'album riunisce i due EP D' parte prima e D' parte seconda, pubblicati dal rapper nel corso del 2010.
Nell'album manca la traccia Prendi per mano D'Amico, appartenente a D' parte prima e reperibile insieme con Orga(ni)smo (uni)cellulare in free download dal sito dell'artista. Sono stati aggiunti, invece, quattro inediti (le ultime quattro tracce in scaletta).

## Tracce
Testi di Jacopo Matteo Luca D'Amico, musiche di Jacopo Matteo Luca D'Amico e Marco Zangirolami, eccetto dove indicato.
1. Bere una cosa – 4:55
2. Nessuno parla più (feat. Fabri Fibra, Danti) – 4:46 (testo: Jacopo Matteo Luca D'Amico, Daniele Lazzarin e Fabrizio Tarducci – musica: Massimiliano Dagani, Fabrizio Tarducci e Marco Zangirolami)
3. Perché non sai mai (quel che ti capita) – 6:44
4. Malpensandoti – 5:30
5. Van Damme (Saddam) – 4:12 (musica: Yves Agbessa, Jacopo Matteo Luca D'Amico e Daniele Lazzarin)
6. Ma dove vai (Veronica) – 3:29
7. Odio Volare (feat. Daniele Vit) – 3:03
8. Anche se il mondo ha – 6:47
9. D'cuore (D'Amico D'amore) – 5:05
10. L'amore è quell'intertempo – 4:07
11. In loop (la forma di un cuore) (feat. Two Fingerz) – 3:30 (testo: Jacopo Matteo Luca D'Amico e Daniele Lazzarin – musica: Jacopo Matteo Luca D'Amico e Riccardo Garifo)
12. Mi piacciono le donne (feat. Crookers) – 3:17 (musica: Francesco Barbaglia, Jacopo Matteo Luca D'Amico e Andrea Fratangelo)
13. Briciole colorate – 5:52
14. Orga(ni)smo (uni)cellulare – 4:34
15. Brano senza titolo (feat. Two Fingerz, Ghemon) – 4:05 (testo: Jacopo Matteo Luca D'Amico, Daniele Lazzarin e Giovanni Luca Picariello – musica: Yves Agbessa, Jacopo Matteo Luca D'Amico, Riccardo Garifo e Daniele Lazzarin)
16. Un dio a parte (un poeta e un po' no) – 5:18 (musica: Yves Agbessa, Jacopo Matteo Luca D'Amico, Daniele Lazzarin e Marco Zangirolami)
17. Gocce di cielo – 2:06

## Formazione
Musicisti
- Dargen D'Amico – voce
- Fabri Fibra – voce aggiuntiva (traccia 2)
- Danti – voce aggiuntiva (tracce 2 e 11)
- Daniele Vit – voce aggiuntiva (traccia 7)
- Ghemon – voce aggiuntiva (traccia 15)

Produzione
- Giacobbe D'Austerlitz e Marco Zangirolami – produzione (tracce 1, 3, 4, 6, 7, 8, 9, 10, 13, 14 e 17)
- Big Fish e Marco Zangirolami – produzione (traccia 2)
- Danti e Yves – produzione (traccia 5)
- Roofio e Giacobbe D'Austerlitz – produzione (traccia 11)
- Crookers – produzione (traccia 12)
- Two Fingerz e Yves – produzione (traccia 15)
- Danti, Yves e Marco Zangirolami – produzione (traccia 16)
- Marco Zangirolami @ Noize Studio, San Giuliano Milanese (MI) – missaggio e mastering (eccetto traccia 12)
- Crookers su laptop @ Aeroporto di Zurigo-Kloten – missaggio e mastering (traccia 12)
- Peio Peev – grafica
- Francesco Gaudesi per Spaceship Srl – management